# 吴本厦
吴本厦（1927年—2010年3月25日）祖籍福建省连江县，中华人民共和国教育部官员。中华人民共和国学位制度的建立者之一。

## 生平
吴本厦是福建省连江县明朝进士吴文华的后裔。早年加入中国共产党。1960年后，任中华人民共和国教育部高教一司研究生处处长。
1972年11月至1978年3月，吴本厦任安徽省屯溪一中革命委员会主任，1978年4月至1979年1月，任安徽省屯溪一中校长。此后吴本厦调到安徽省教育厅工作。1979年3月15日，召开安徽省图书馆学会理事会大会，全安徽省70余人出席会议，大会决定恢复成立安徽省中心图书馆委员会，选举王劲草（安徽省科委）为主任，马数鸣（安徽省文物局）、吴本厦（安徽省教育厅）为副主任，并通过了《安徽省中心图书馆委员会组织简则》。不久，吴本厦调回中华人民共和国教育部工作。
1979年2月24日，胡乔木就筹建中国学位制度问题给邓小平和其他两位中央领导提出报告。同年3月7日，邓小平批示：“建议由方毅、乔木同志主持提出具体方案报批。”1979年3月13日，胡乔木致信蒋南翔，传达邓小平指示，并正式提出“关于学位问题，请阅后找几位专家准备一个意见”。根据中央领导指示，中华人民共和国教育部与国务院科技干部局共同组成《中华人民共和国学位条例》起草小组，由蒋南翔领导，黄辛白主要协助。参加起草小组的还有教育部的吴衍庆、刘一凡、张天保、吴本厦，国务院科技干部局的戴光前。经常工作由吴衍庆负责联系。1980年2月1日，国务院将《中华人民共和国学位条例（草案）》提请第五届全国人民代表大会常务委员会审议。1980年2月12日，第五届全国人民代表大会常务委员会第十三次会议通过了《中华人民共和国学位条例》，并经全国人民代表大会常务委员会委员长叶剑英签署公布，1981年1月1日起施行。
吴本厦还参与拟定了《中华人民共和国学位条例暂行实施办法》,为中华人民共和国学位制度的建立和实施做了很多工作。他还参与创建了国务院学位委员会，参与组建了国务院学位委员会学科评议组，参与建立了学位授权审核制度，参与修订、编制了《高等学校和科研机构授予博士和硕士学位的学科、专业目录（试行草案）》。
1980年代，吴本厦任国家教委研究生司司长、国务院学位委员会办公室主任（1982年10月至1989年3月）。任内，1984年和1986年分两批在33所重点高等院校试办研究生院；1987年在全国范围内评选出416个重点学科。在任国务院学位委员会办公室主任期间，创办《学位与研究生教育》刊物。
2010年3月25日，吴本厦在北京病逝，享年83岁。3月29日，送别仪式在八宝山革命公墓举行。